# Wysocy Komisarze Nowej Kaledonii

## Lista komendantówNowej Kaledonii(1853–1860)
- 24 września 1853 – 1 stycznia 1854 Auguste Febvrier-Despointes
- 1 stycznia 1854 – 31 października 1854 Louis Tardy de Montravel
- 18 stycznia 1855 – 28 października 1856 Joseph Fidèle Eugène du Bouzet
- 18 stycznia 1855 – 21 grudnia 1856 Jules Marcelin Albert Testard
- 25 maja 1856 – 5 maja 1857 Le Bris
- 21 grudnia 1858 – 20 marca 1859 Roussel
- 20 marca 1859 – 1 lipca 1860 Jean Pierre Thomas Durand
- 22 maja 1859 – 2 kwietnia 1860 Jean-Marie Saisset

## Lista gubernatorów Nowej Kaledonii (1860–1907)
- 2 czerwca 1862 – 13 marca 1870 Charles Guillain
- 13 marca 1870 – 26 sierpnia 1870 Jacques Eugène Barnabé Ruillier
- 26 sierpnia 1870 – 25 września 1874 Eugène Gaultier de la Richerie
- 25 września 1874 – 27 lutego 1875 Louis Eugène Alleyron
- 27 lutego 1875 – 11 kwietnia 1878 Léopold de Pritzbuer
- 11 kwietnia 1878 – 8 sierpnia 1880 Jean Baptiste Léon Olry
- 8 sierpnia 1880 – 29 września 1882 Amédée Courbet
- 29 września 1882 – 22 lipca 1884 Léopold Augustin Charles Pallu de la Barrière
- 22 lipca 1884 – 13 maja 1886 Adolphe Le Boucher
- 13 maja 1886 – 5 czerwca 1886 Orius
- 5 czerwca 1886 – 30 lipca 1888 Louis Hippolyte Marie Nouet
- 30 lipca 1888 – 20 grudnia 1888 Delphino Moracchini
- 20 grudnia 1888 – 12 stycznia 1889 Pons
- 12 stycznia 1889 – 14 kwietnia 1891 Noël Pardon
- 14 kwietnia 1891 – 16 grudnia 1892 Émile Gustave Laffon
- 16 grudnia 1892 – 21 lutego 1894 Albert Jean Georges Marie Louis Picquié
- 21 lutego 1894 – 10 czerwca 1894 Gauharou (tymczasowo)
- 10 czerwca 1894 – 2 września 1903 Paul Feillet
- 5 czerwca 1896 – 2 czerwca 1897 Aristide Le Fol
- 10 lutego 1900 – 12 grudnia 1900 Colardeau
- 13 grudnia 1900 – 2 maja 1901 Édouard Telle
- 22 października 1902 – 14 listopada 1902 Édouard Telle
- 14 listopada 1902 – 17 maja 1905 Édouard Picanon
- 17 maja 1905 – 17 września 1905 Charles Amédée Rognon
- 17 września 1905 – 22 marca 1907 Victor Théophile Liotard

## Lista gubernatorów Nowej Kaledonii, Wysoki Komisarz dla Pacyfiku (1907–1981)
- 22 marca 1907 – 18 marca 1908 Victor Théophile Liotard
- 18 marca 1908 – 24 maja 1908 Brun
- 24 maja 1908 – 6 czerwca 1913 Richard
- 16 września 1909 – 6 lipca 1910 Adrien Bonhoure
- 6 czerwca 1913 – 27 lipca 1914 Auguste Charles Désiré Emmanuel Brunet
- 27 lipca 1914 – 15 sierpnia 1923 Jules Vincent Repiquet
- 23 maja 1919 – 6 stycznia 1921 Joseph Marie Eugène Joulia
- 12 września 1923 – 14 marca 1925 Henri Joseph Marie d'Arboussier
- 16 marca 1925 – 2 lipca 1932 Marie Casimir Joseph Guyon
- 29 maja 1929 – 22 maja 1930 Henri Joseph Marie d'Arboussier
- 23 maja 1930 – 20 grudnia 1930 Gabriel Henri Joseph Thaly
- 20 lipca 1932 – 6 kwietnia 1933 Léonce Alphonse Noël Henri Jore
- 3 maja 1933 – 3 grudnia 1936 Bernard Jacques Victorin Siadous
- 6 grudnia 1936 – lipiec 1938 Marcel Alix Jean Marchessou
- lipiec 1938 – 7 sierpnia 1939 Léonce Alphonse Noël Henri Jore
- 7 sierpnia 1939 – 20 września 1939 René Victor Marie Barthès
- 20 października 1939 – 4 września 1940 Marie Marc Georges Pelicier
- 4 września 1940 – 19 września 1940 Denis
- 19 września 1940 – 6 maja 1942 Henri Sautot
- 29 lipca 1942 – 23 czerwca 1943 Henri Montchamp
- 15 września 1943 – 13 lutego 1944 Christian Laigret
- 14 lutego 1944 – 28 stycznia 1947 Jacques Tallec
- 29 stycznia 1947 – 10 maja 1948 Georges Hubert Parisot
- 10 maja 1948 – 5 lipca 1951 Pierre Charles Cournarie
- 5 lipca 1951 – 21 października 1951 Bordarier
- 21 października 1951 – 24 lipca 1954 Raoul Eugène Angammarre
- 30 września 1954 – 3 lutego 1956 René Hoffherr
- 2 marca 1956 – 1 grudnia 1958 Aimé Grimald
- 1 grudnia 1958 – 9 stycznia 1963 Laurent Elisée Péchoux
- 18 marca 1961 – 20 stycznia 1961 Georges Poulet
- 9 stycznia 1963 – 14 lutego 1965 Marc Casimir Biros
- 14 lutego 1965 – 16 października 1969 Jean Risterucci
- 20 października 1969 – 1 grudnia 1973 Louis Verger
- 9 stycznia 1974 – 16 grudnia 1978 Jean Gabriel Ériau
- 16 grudnia 1978 – 11 grudnia 1981 Claude Charbonniaud

## Lista Wysokich Komisarzy Republiki (od 1981)
- 19 grudnia 1981 – 22 października 1982 : Christian Nucci
- 24 października 1982 – 4 grudnia 1984 : Jacques Roynette
- 4 grudnia 1984 – 22 maja 1985 : Edgard Pisani
- 31 maja 1985 – 1 sierpnia 1986 : Fernand Wibaux
- 1 sierpnia 1986 – 12 sierpnia 1986 : Bernard Lemaire (tymczasowo)
- 12 sierpnia 1986 – 28 listopada 1987 : Jean Montpezat
- 1 grudnia 1987 – 15 lipca 1988 : Clément Bouhin
- 15 lipca 1988 – 11 stycznia 1991 : Bernard Grasset
- 15 stycznia 1991 – 29 lipca 1994 : Alain Christnacht
- 29 lipca 1994 – 12 sierpnia 1994 : Thierry Lataste (tymczasowo)
- 12 sierpnia 1994 – 16 sierpnia 1995 : Didier Cultiaux
- 16 sierpnia 1995 – 18 sierpnia 1995 : Laurent Cayrel (tymczasowo)
- 18 sierpnia 1995 – 15 lipca 1999 : Dominique Bur
- 15 lipca 1999 – 19 lipca 1999 : Bernard Bouloc (tymczasowo)
- 19 lipca 1999 – 29 lipca 2002 : Thierry Lataste
- 29 lipca 2002 – 31 lipca 2002 : Alain Triolle (tymczasowo)
- 31 lipca 2002 – 6 września 2005 : Daniel Constantin
- 6 września 2005 – 9 września 2005 : Louis Le Franc (tymczasowo)
- 9 września 2005 – 9 listopada 2007 : Michel Mathieu
- 9 listopada 2007 – 21 października 2010 : Yves Dassonville
- 21 października 2010 – 2 listopada 2010 : Thierry Suquet (tymczasowo)
- 2 listopada 2010 – 2 lutego 2013 : Albert Dupuy
- 2 lutego 2013 – 27 lutego 2013 : Thierry Suquet (tymczasowo)
- 27 lutego 2013 – 23 lipca 2014 : Jean-Jacques Brot
- 23 lipca 2014 – 18 sierpnia 2014 : Pascal Gauci (tymczasowo)
- 18 sierpnia 2014 – 8 czerwca 2016 : Vincent Bouvier
- 8 czerwca 2016 – 20 czerwca 2016 : Laurent Cabrera (tymczasowo)
- 20 czerwca 2016 – 10 lipca 2019 : Thierry Lataste
- 5 sierpnia 2019 – nadal : Laurent Prévost

## Źródła
- New Caledonia na Rulers.org (ang.)